# メイドインジャパン〜THE BEST OF RHYMESTER〜
『メイドインジャパン〜THE BEST OF RHYMESTER〜』は、2007年1月31日に発売されたRHYMESTER初のベスト・アルバム。メジャー5枚目（インディーズを含めると8枚目）のアルバムになる。
ブックレットにはそれぞれの楽曲のセルフライナーノーツが収録されている。
初回生産限定盤にはPVのノン・ストップで繋げたVJ Mix DVD付。

## 収録曲

### DISC1
1. キング オブ ステージ（Re-Recording）
2. B-BOYイズム
3. ザ・グレート・アマチュアリズム
4. 肉体関係 part2 逆feat. クレイジーケンバンド
5. ウワサの真相 feat. F.O.H
6. WE LOVE HIPHOP
7. ビッグ・ウェンズデー feat. MAKI THE MAGIC
8. ブレックファスト・クラブ
9. 口からでまかせ feat. KING GIDDRA, SOUL SCREAM
10. 隣の芝生にホール・イン・ワン feat. BOY-KEN
11. 10 balls+2 feat. KICK THE CAN CREW
12. This Y'all, That Y'all session with SUPER BUTTER DOG
13. けしからん session with SCOOBIE DO

### DISC2
1. オイ!
2. ロイヤル・ストレート・フラッシュ
3. HEAT ISLAND feat. FIRE BALL
4. ライムスターイズインザハウス (LIVE)
5. Walk On -Hey, DJ JIN Pt.2-
6. 続・現金に体を張れ
7. 911エブリデイ
8. プリズナーNO.1,2,3 session with Aquapit & Yosuke Onuma
9. グレイゾーン
10. 耳ヲ貸スベキ
11. リスペクト feat. RAPPAGARIYA
12. WELCOME2MYROOM
13. And You Don't Stop (Re-Work)